# 島根県道44号西郷都万郡線
島根県道44号西郷都万郡線（しまねけんどう44ごう さいごうつまこおりせん）は、島根県隠岐郡隠岐の島町を通る県道（主要地方道）である。

## 概要
隠岐郡隠岐の島町下西から隠岐郡隠岐の島町郡にに至る。

### 路線データ
- 起点：隠岐郡隠岐の島町下西（国道485号交点）
- 終点：隠岐郡隠岐の島町郡（国道485号交点）

## 歴史
- 1982年（昭和57年）
  - 4月1日 - 建設省（当時）告示第935号により前身の島根県道西郷都万五箇線が主要地方道に認定される。

前身は島根県道44号西郷都万線の全線と島根県道315号島後循環線の一部。
  - 9月10日 - 島根県告示第984号により島根県道44号西郷都万五箇線が認定される。
- 1993年（平成5年）5月11日 - 建設省から、県道西郷都万五箇線が西郷都万五箇線として主要地方道に再指定される[1]。
- 2004年（平成16年）10月1日 - 隠岐郡のうち島後地区の全町村（西郷町・五箇村・都万村・布施村）が対等合併して隠岐郡隠岐の島町が成立したことに伴い全区間が隠岐郡隠岐の島町を通る路線になる。
- 2006年（平成18年）3月31日 - 島根県告示第367号により現在の路線名称に変更される。

## 路線状況

### 重複区間
- 島根県道43号隠岐空港線（隠岐郡隠岐の島町下西 - 隠岐郡隠岐の島町西田）
- 島根県道316号中村津戸港線（隠岐郡隠岐の島町津戸 - 隠岐郡隠岐の島町都万）

### 道路施設

#### トンネル
- 唐尾トンネル：延長555 m、1981年（昭和56年）竣工、隠岐郡隠岐の島町
- かたくりトンネル：延長256 m、2011年（平成23年）竣工、隠岐郡隠岐の島町
- 横尾トンネル：延長465 m、1987年（昭和62年）竣工、隠岐郡隠岐の島町
- 大嶺トンネル：延長315 m、1977年（昭和52年）竣工、隠岐郡隠岐の島町
- 夢崎トンネル：延長688 m、1998年（平成10年）竣工、隠岐郡隠岐の島町
- 新福浦トンネル：延長446 m、1988年（昭和63年）竣工、隠岐郡隠岐の島町

#### 洞門（ロックシェード・スノーシェード）
- 波走洞門：隠岐郡隠岐の島町

## 地理

### 通過する自治体
- 隠岐郡隠岐の島町

### 交差する道路
| 交差する道路                                  | 交差する場所 | 交差する場所 |
| --------------------------------------------- | ------------ | ------------ |
| 国道485号 島根県道43号隠岐空港線 重複区間起点 | 下西         | 起点         |
| 島根県道43号隠岐空港線 重複区間終点           | 西田         |              |
| 島根県道316号中村津戸港線 重複区間起点        | 津戸         |              |
| 島根県道316号中村津戸港線 重複区間終点        | 都万         |              |
| 国道485号                                     | 郡           | 終点         |

### 沿線
- 隠岐の島町役場
  - 都万支所
  - 五箇支所
- 玉若酢命神社（たまわかすみことじんじゃ）
- あいらんどパーク
- 那智滝
- 深浦滝
- 白糸ノ滝
- 福浦トンネル
- 黒滝岩
- 福浦海水浴場
- 水若酢神社（みずわかすじんじゃ）

### 峠
- 鳥越峠（隠岐郡隠岐の島町）